# 602SQL Server
602SQL Server je databázový systém. Server prorazil na světový trh svou verzí 8.1. Současná verze je 11.0, která byla uvolněna pod open source licencí. Poslední změna kódu ve veřejném repozitáři je z dubna 2013.

## Práce s aplikací
Pro obsluhu slouží jediná aplikace. Podle svých práv může uživatel obsluhovat server. Uživatel tedy může být zároveň správcem své „aplikace“ (např. databáze zaměstnanců), ale nemůže spravovat aplikaci druhou (zákazníky).

## Verze 8.1

### Systémové požadavky
Hardwarové požadavky:
- Libovolný Pentium kompatibilní počítač vyhovující provozovanému operačnímu systému
- Alespoň 32 MB RAM
- Místo na disku dle objemu dat – minimálně 20 MB

Softwarové požadavky:
- 602SQL Server pro Windows lze provozovat jako úlohu v prostředí
- Windows 9x, ME, NT 4.0, 2000, XP a jako službu v prostředí Windows NT 4.0, 2000 a XP
- 602SQL Server pro Linux vyžaduje Red Hat 6.1 a vyšší nebo SuSE 7.0

602SQL 8.1 je nástupce starší verze Winbase602 7.0.
Hlavní přednosti:
- Komplexnost klienta
- Server podporuje obrovskou sadu sdílených součásti.
- Jednoduchá česká databáze s vývojovým prostředím.

V programu lze vytvářet tabulky, pohledy, dotazy, relace, procedury, www objekty, menu atd. Data lze exportovat nebo importovat (dbf (dbase IV) dbf (foxpro 2.0), txt, csv, tdt, XML). Je možné vytvořit tiskové sestavy, etikety. V programu lze vypočítávat hodnoty dat (−, +, ×, :). Program lze instalovat jako vývojové prostředí nebo provozní prostředí. V programu lze též programovat nebo použít již naprogramované příkazy. V programu jsou obsaženy i elektronický podpis, barcody, kalendář a jiné užitečné pomůcky, které lze vkládat do vytvořených pohledů. Do programu lze importovat ikony, obrázky a fotky. Vytvořené programy (pohledy) lze otevřít pomocí funkce ActiveX v programu Internet Exploreru. Program má obsáhlou nápovědu.
Příklady vytvořených programů ve 602SQL 8.1(Winbase602 7.0): Webgen, Eshop, Mzda, Knihovna, Adresář5 a jiné.
Vývoj produktu byl pozastaven a nastoupila řada 9, která nebyla kompatibilní s předešlými verzemi serveru. Generace 8 se vyznačovala komplexností a velkou škálou zpracovávaných dat.

## Verze 9.5 až 10.0
Tato verze byla zakomponována do druhé generace kancelářského balíku 602Office. Server se vyznačuje kvalitním propojením s kancelářskou sadou OpenOffice.org. Díky databázovému procesoru Base lze zajistit vstup i výstup databáze z každé části kancelářského balíku.

### Systémové požadavky
Hardwarové požadavky:
- Libovolný Pentium kompatibilní počítač vyhovující provozovanému operačnímu systému
- Alespoň 32 MB RAM
- Místo na disku dle objemu dat – minimálně 20 MB

Softwarové požadavky:
- Provoz na Microsoft Windows vyžaduje verzi 98SE, ME, NT 4.0, 2000, XP nebo 2003. Jako službu (service) lze databázový server 602SQL provozovat pouze na systémech Windows NT, 2000, XP a 2003
- Provoz na Linuxu vyžaduje libovolnou distribuci s glibc verze 2.2.4 nebo vyšší

## Verze 11 (Open Server)
Verze 11 byla výrobcem nabídnuta veřejnosti jako open-source projekt s označením Open Server 11.0.